# ら
ら або ラ (/ra/; МФА: [ɺa] • [ɺä] або [ɾa] • [ɾä]; укр. ра) — склад в японській мові, один зі знаків японської силабічної абетки кана. Становить 1 мору. Розміщується у комірці 1-го рядка 9-го стовпчика таблиці ґодзюон.

## Короткі відомості

### Опис
Фонема сучасної японської мови. Складається з одного приголосного звука та одного неогубленого голосного середнього ряду низького піднесення /а/ (あ).
| Ясенний боковий одноударний: |  | /r/ → | ら | [ɺa] | (на початку слова наближається до [da]) |

### Порядок
Місце у системах порядку запису кани:
- Порядок ґодзюону: 39. Якщо враховувати знаки рядків い і え стовпчика や, то 41.
- Порядок іроха: 22. Між な і む.

### Абетки
- Хіраґана: ら

Походить від скорописного написання ієрогліфа 良 (рьо, добрий).
- Катакана: ラ

Походить від скорописного написання верхньої частини ієрогліфа 良 (рьо, добрий).
- Манйоґана: 良 • 浪 • 郎 • 楽 • 羅 • 等

### Транслітерації
- Кирилиця:
Система Поліванова: РА (ра).
Альтернативні системи: РА (ра).
- Латинка
Система Хепберна: RA (ra).
Японська система: RA (ra).
JIS X 4063: ra
Айнська система: RA (ra).

### Інші системи передачі
- Шрифт Брайля:
| ●－ －－ |
- Радіоабетка: РАдзіо но РА (ラジオのラ; «ра» радіо)
- Абетка Морзе: ・・・